# Moi Moi

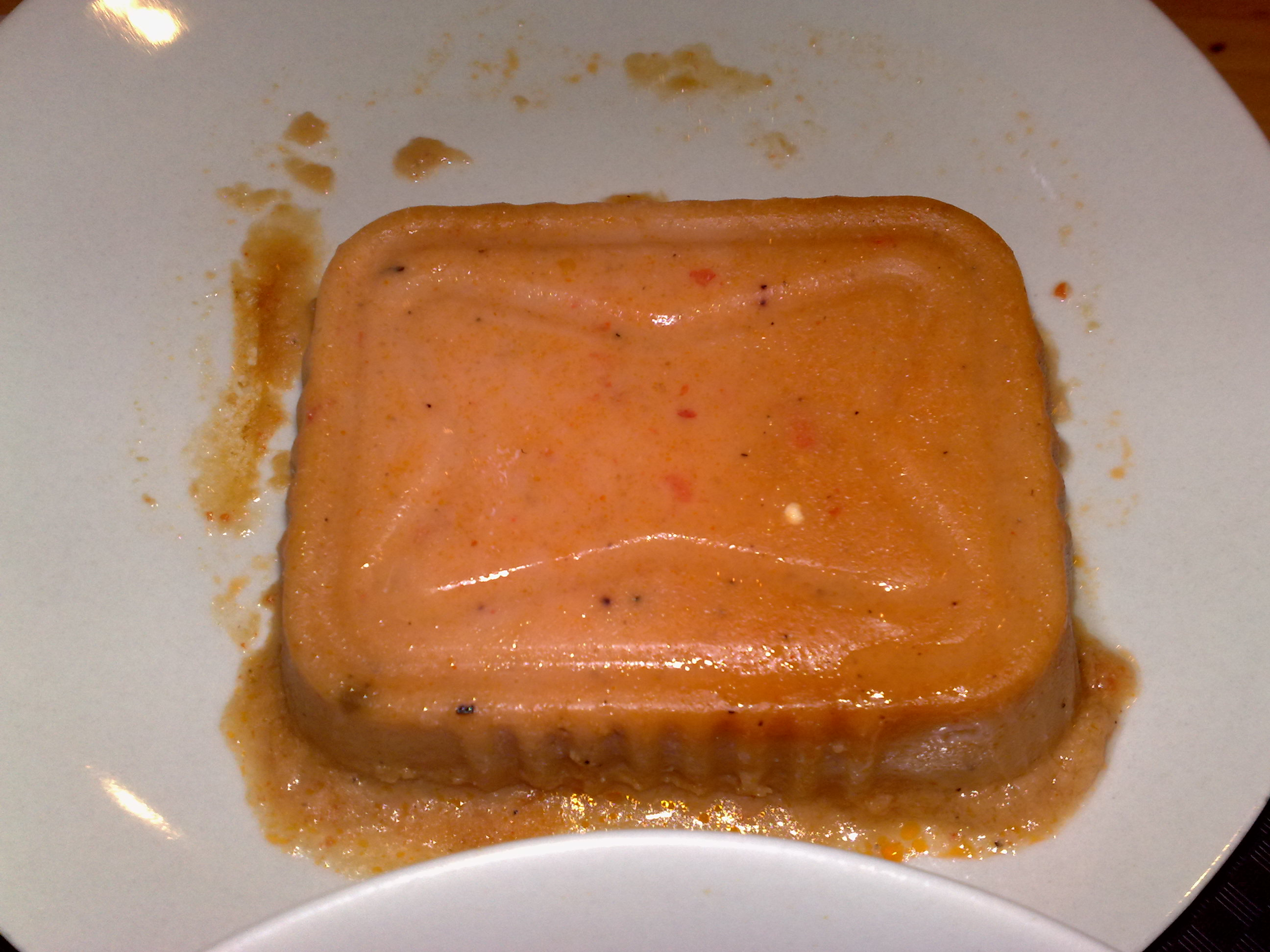
Moi Moi

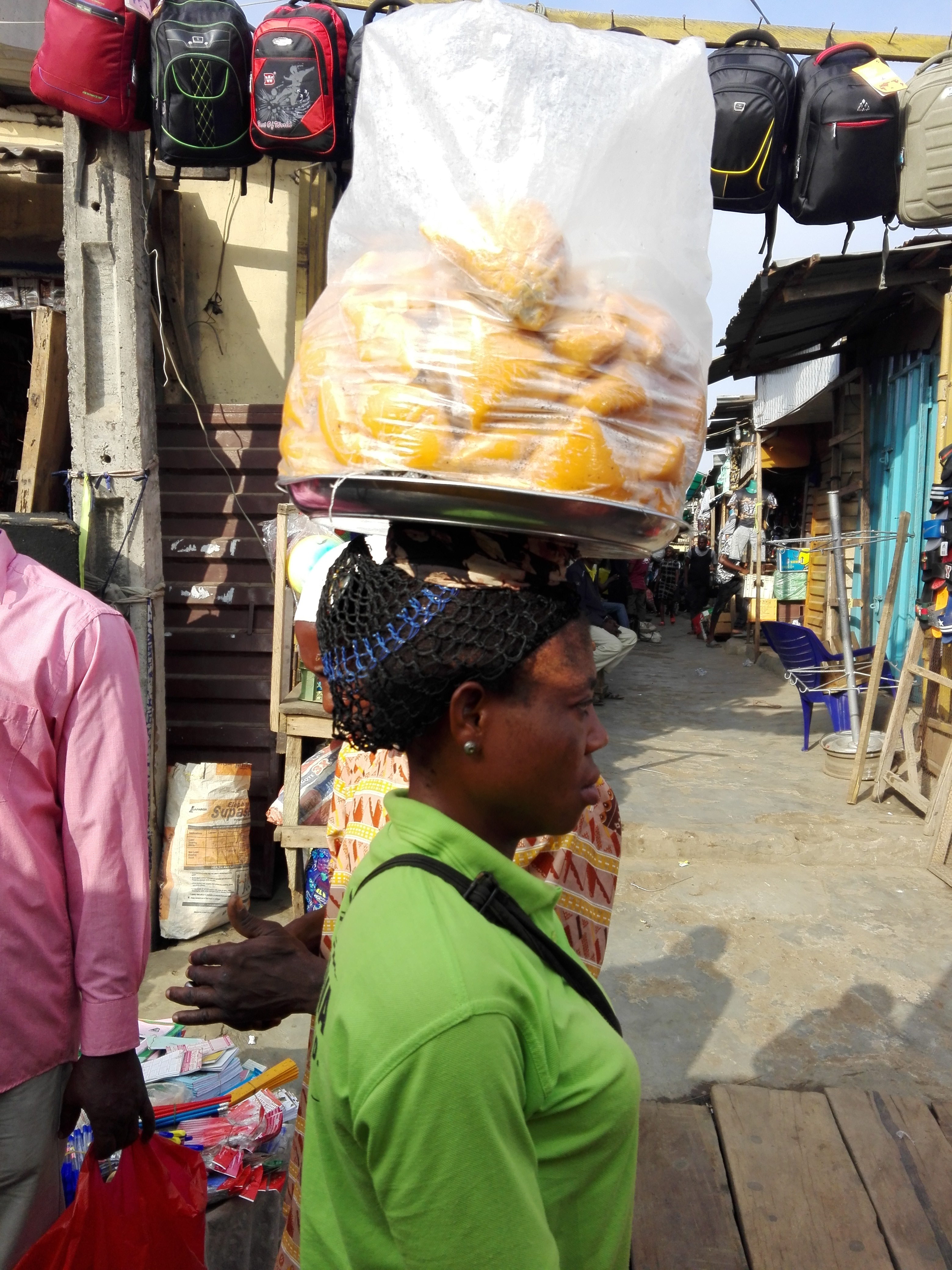
Moi Moi Verkäuferin in Nigeria

Moi Moi (auch Moimoi, Moyi-Moyi, Moin Moin) ist eine herzhaft mit Chili gewürzte Pastete aus braunen Bohnen (Black eyed Peas), Zwiebeln und Gemüse, die man in Nigeria zum Frühstück, dann zusammen mit Reis, aber auch zwischendurch als Snack isst.
Oft werden in der Pastete auch noch andere Zutaten, wie ein hartgekochtes Ei, Sardinen oder Corned Beef verwendet.